# سان كارلوس، الفلبين
سان كارلوس، الفلبين (بالإنجليزية: City of San Carlos )‏ هي مدينة في الفلبين، تتبع بانغاسينان، بلغ عدد سكانها 188٬571  نسمة، في 2015، تبلغ مساحتها 169٫03 كيلومتر مربع، رمزها البريدي هو 2420.

## الموقع
تشترك في الحدود مع:
- Binmaley [الإنجليزية]‏
- Urbiztondo [الإنجليزية]‏.

## المناخ
يظهر الجدول التالي التغييرات المناخية على مدار السنة لسان كارلوس، الفلبين:
| البيانات المناخية لـسان كارلوس، الفلبين | البيانات المناخية لـسان كارلوس، الفلبين | البيانات المناخية لـسان كارلوس، الفلبين | البيانات المناخية لـسان كارلوس، الفلبين | البيانات المناخية لـسان كارلوس، الفلبين | البيانات المناخية لـسان كارلوس، الفلبين | البيانات المناخية لـسان كارلوس، الفلبين | البيانات المناخية لـسان كارلوس، الفلبين | البيانات المناخية لـسان كارلوس، الفلبين | البيانات المناخية لـسان كارلوس، الفلبين | البيانات المناخية لـسان كارلوس، الفلبين | البيانات المناخية لـسان كارلوس، الفلبين | البيانات المناخية لـسان كارلوس، الفلبين | البيانات المناخية لـسان كارلوس، الفلبين |
| الشهر                                   | يناير                                   | فبراير                                  | مارس                                    | أبريل                                   | مايو                                    | يونيو                                   | يوليو                                   | أغسطس                                   | سبتمبر                                  | أكتوبر                                  | نوفمبر                                  | ديسمبر                                  | المعدل السنوي                           |
| --------------------------------------- | --------------------------------------- | --------------------------------------- | --------------------------------------- | --------------------------------------- | --------------------------------------- | --------------------------------------- | --------------------------------------- | --------------------------------------- | --------------------------------------- | --------------------------------------- | --------------------------------------- | --------------------------------------- | --------------------------------------- |
| متوسط درجة الحرارة الكبرى °م (°ف)       | 31 (88)                                 | 31 (88)                                 | 31 (88)                                 | 33 (91)                                 | 32 (90)                                 | 32 (90)                                 | 30 (86)                                 | 30 (86)                                 | 30 (86)                                 | 31 (88)                                 | 31 (88)                                 | 31 (88)                                 | 31 (88)                                 |
| متوسط درجة الحرارة الصغرى °م (°ف)       | 21 (70)                                 | 21 (70)                                 | 22 (72)                                 | 24 (75)                                 | 24 (75)                                 | 24 (75)                                 | 23 (73)                                 | 23 (73)                                 | 23 (73)                                 | 23 (73)                                 | 23 (73)                                 | 22 (72)                                 | 23 (73)                                 |
| الهطول مم (إنش)                         | 5.1 (0.20)                              | 11.6 (0.46)                             | 21.1 (0.83)                             | 27.7 (1.09)                             | 232.9 (9.17)                            | 350.8 (13.81)                           | 679.8 (26.76)                           | 733.1 (28.86)                           | 505 (19.9)                              | 176.6 (6.95)                            | 67.2 (2.65)                             | 17.7 (0.70)                             | 2٬828٫6 (111.38)                        |
| متوسط الأيام الممطرة                    | 3                                       | 3                                       | 3                                       | 4                                       | 14                                      | 18                                      | 23                                      | 25                                      | 22                                      | 15                                      | 8                                       | 4                                       | 142                                     |
| المصدر: World Weather Online            |                                         |                                         |                                         |                                         |                                         |                                         |                                         |                                         |                                         |                                         |                                         |                                         |                                         |

## معرض صور

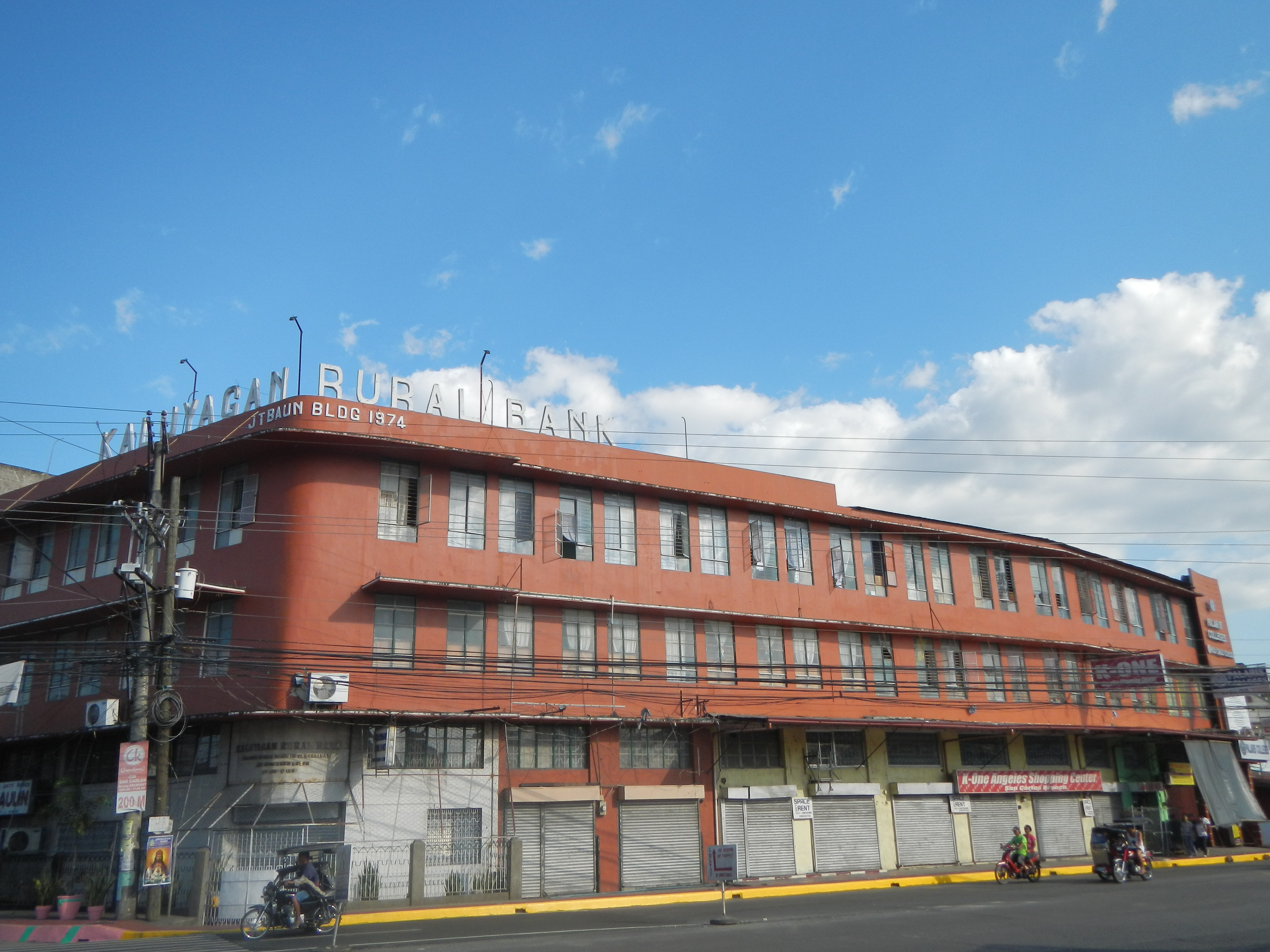
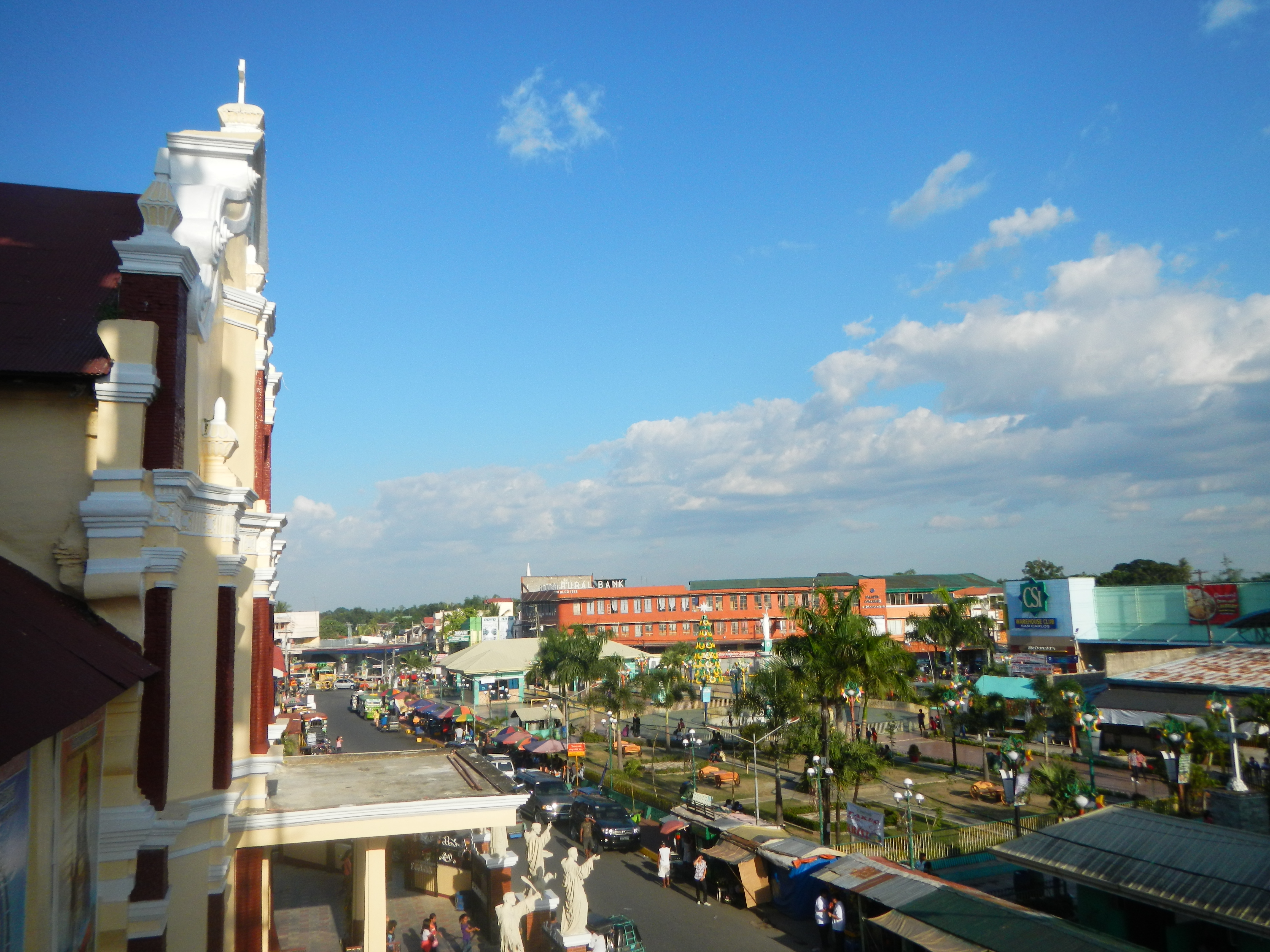
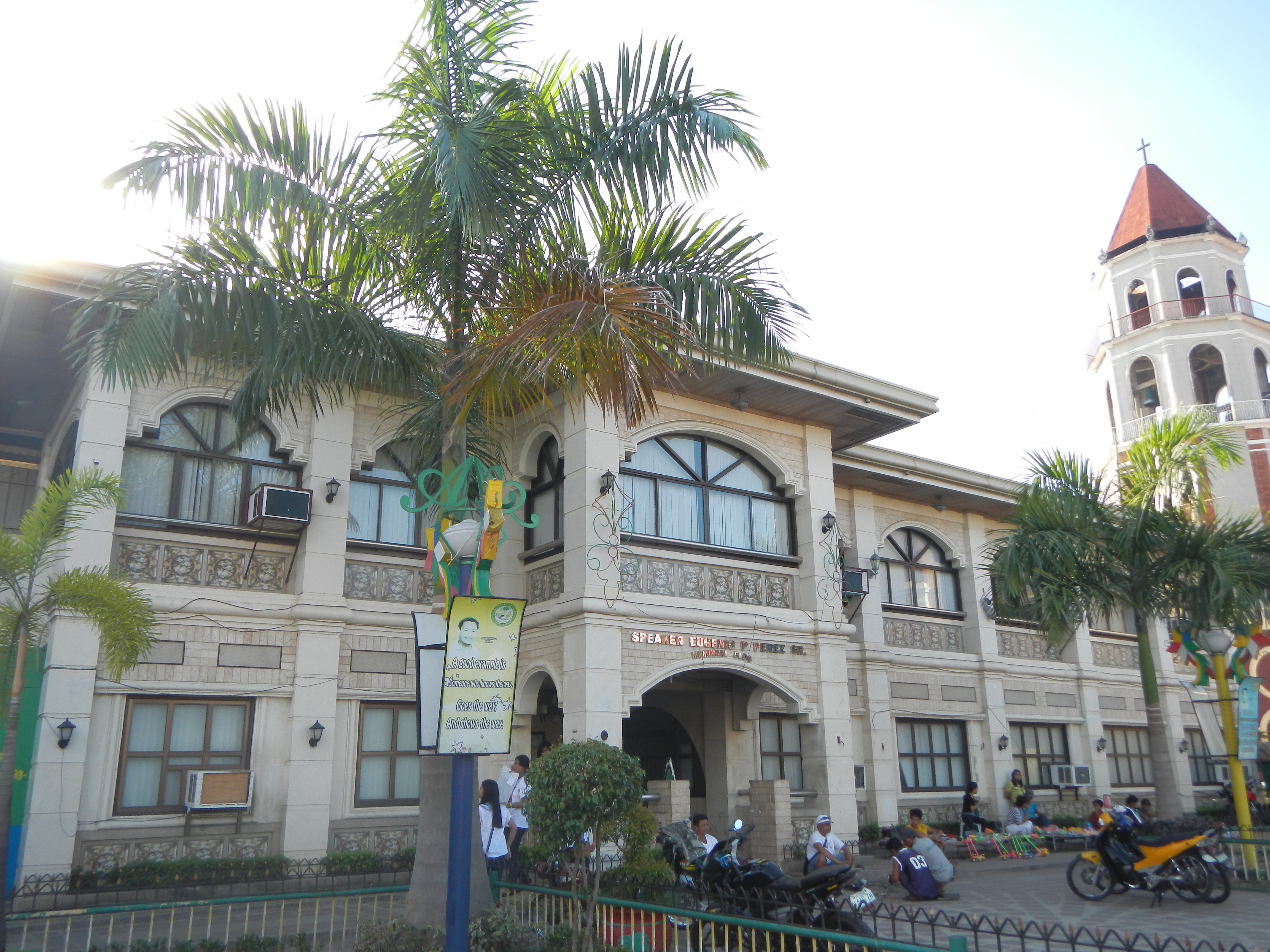
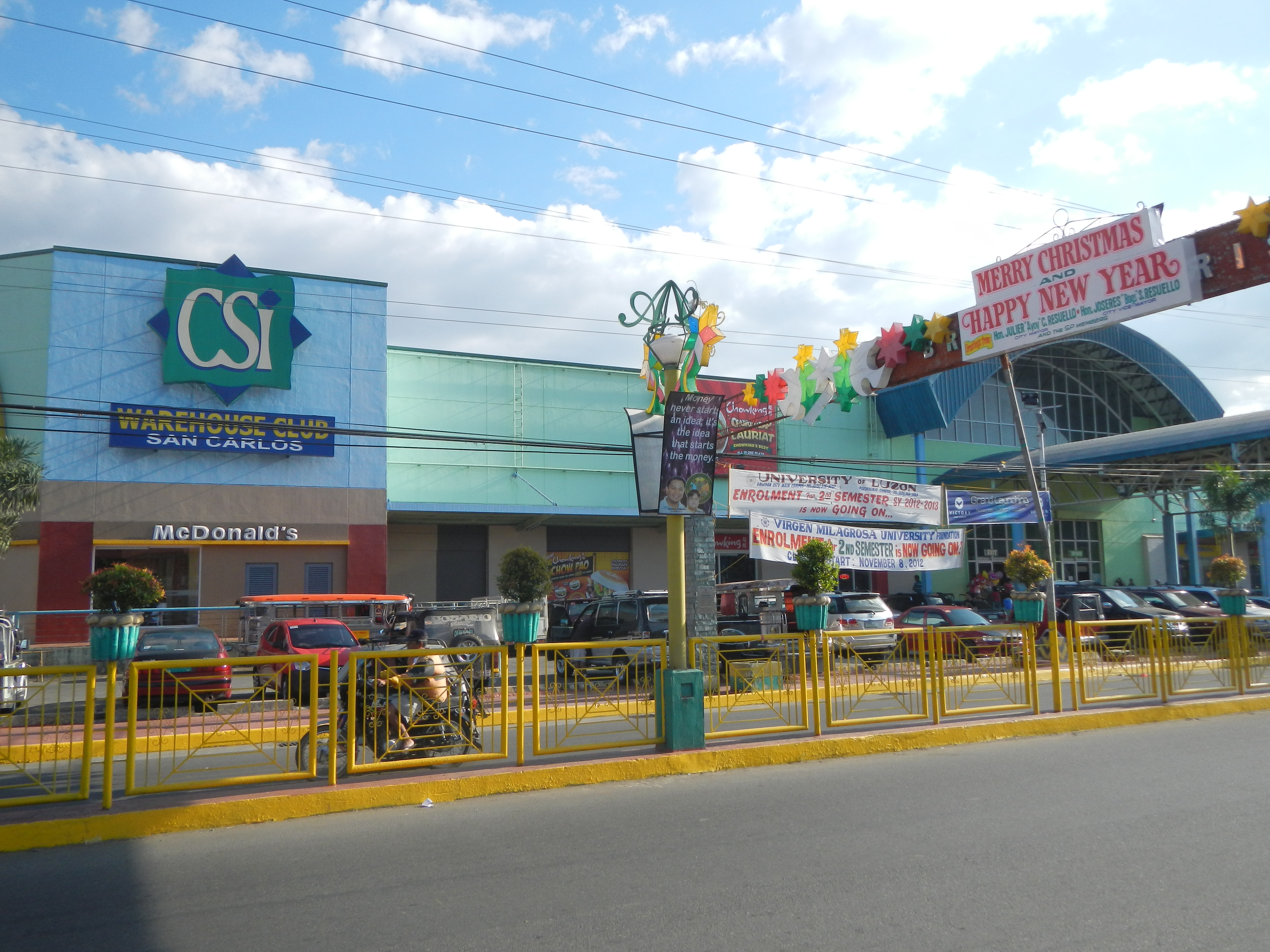
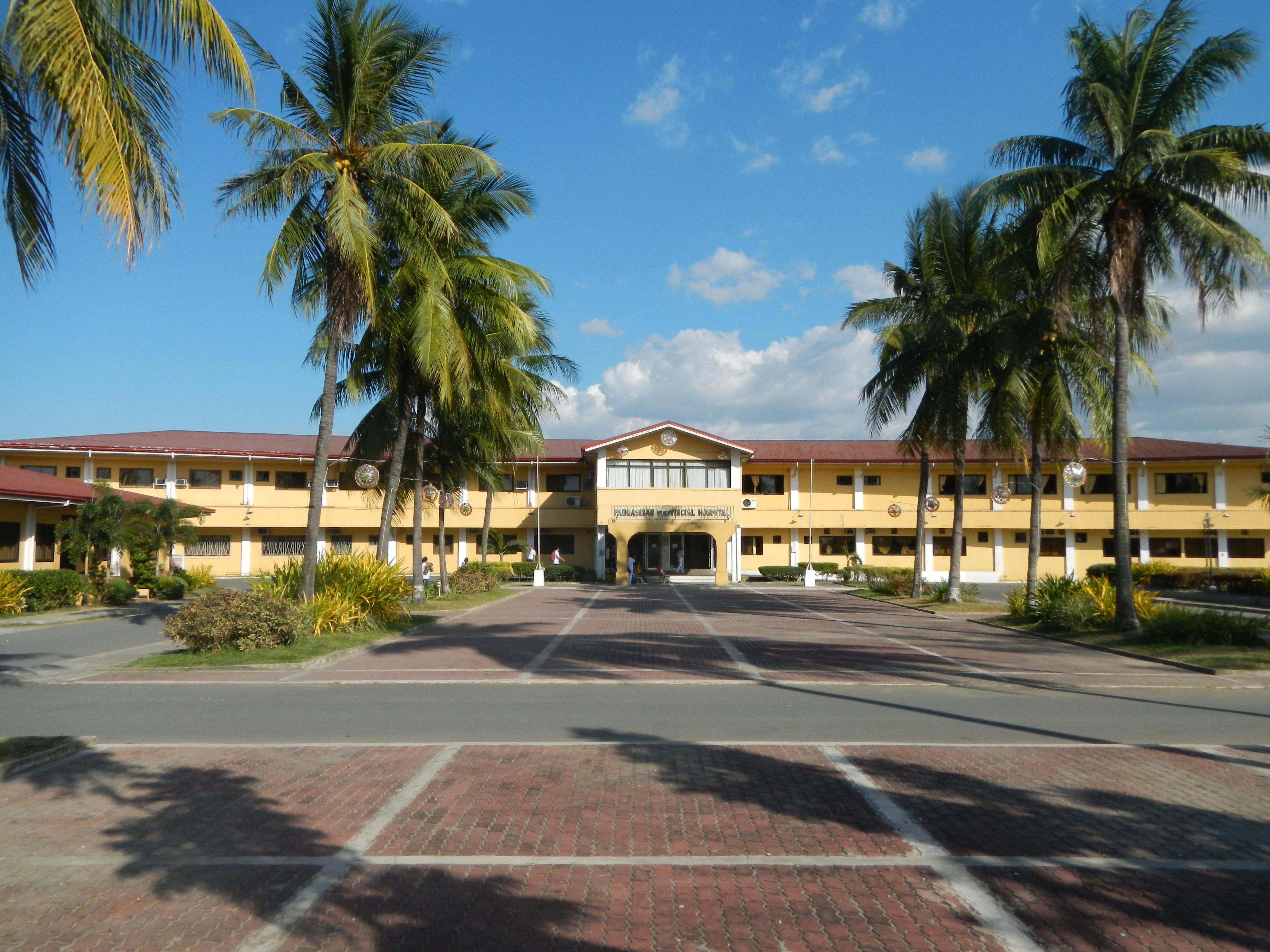

## أعلام
- يوجينيو بيريز